# Musée Stewart
Pour les articles homonymes, voir Stewart.
Le Musée Stewart était un musée d'histoire privé situé à l'intérieur du dépôt fortifié britannique de l'île Sainte-Hélène, au parc Jean-Drapeau, à Montréal, Québec (Canada). Il possèdait une importante collection d'artéfacts ayant trait à l'histoire du Québec et du Canada.
Le musée a fermé ses portes en 2021 et sa collection a été remise au Musée McCord Stewart.

## Histoire

### Débuts
Le Musée Stewart a été fondé en 1955 par le mécène montréalais David M. Stewart, passionné par l'histoire canadienne, en particulier par la période correspondant à l'arrivée des explorateurs européens en Amérique. Après avoir créé une société caritative vouée à l'histoire, la Société historique du Lac Saint-Louis, il consacre ses énergies afin de créer un musée dont la vocation serait d'abord historique et dont l'objectif principal serait la conservation du patrimoine.
Le rêve de David M. Stewart se réalise le 2 juillet 1955, le petit musée historique emménage alors dans le blockhaus du fort de l'île Sainte-Hélène. Lors de la première saison, le musée présente une exposition d'artéfacts, de livres rares, d'armes anciennes et de reproduction d'uniformes du XVIIIe siècle. Cette première exposition s'avère un succès et dans l'espace d'un été 32 000 personnes viennent visiter le musée.

### Rénovations

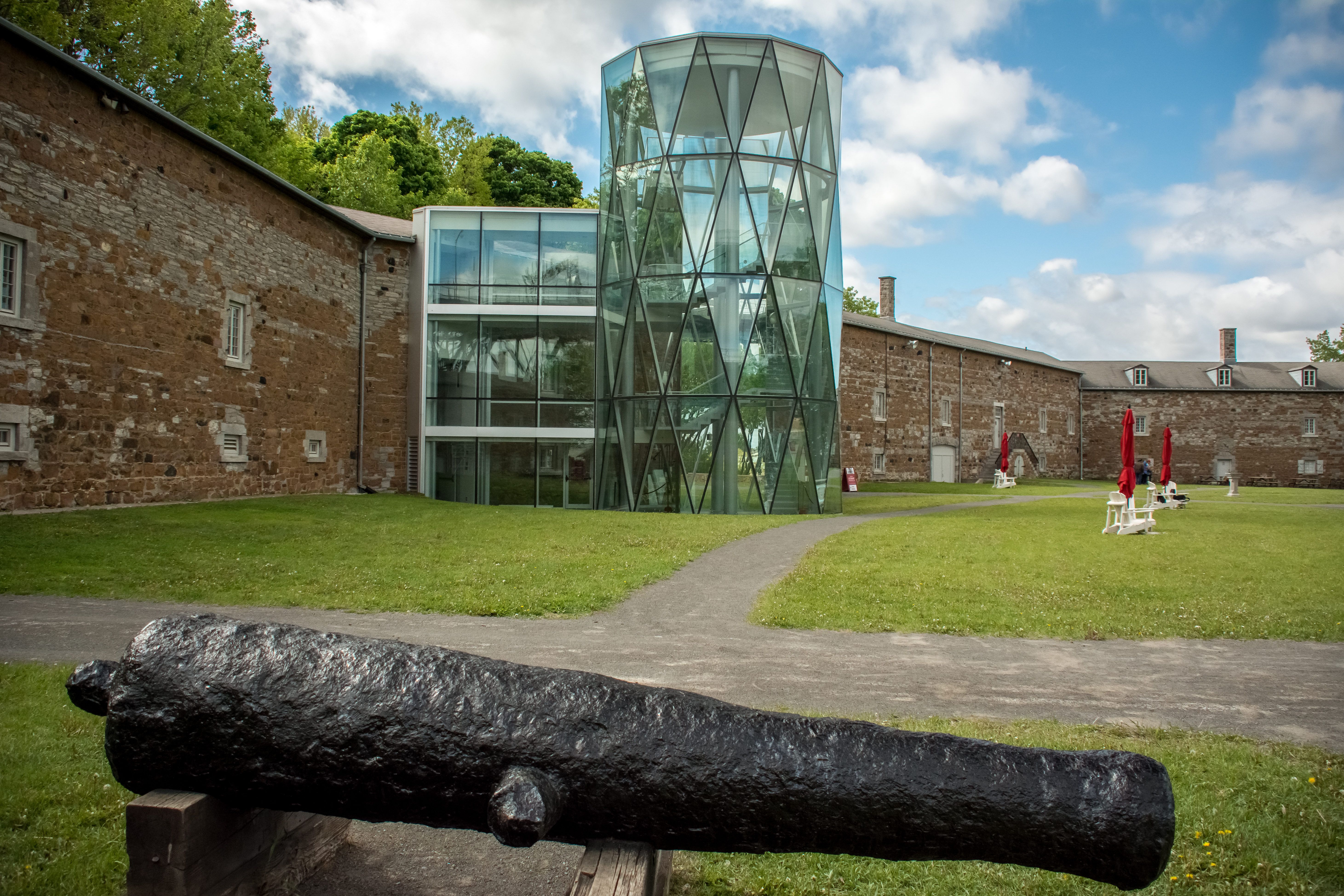
Cour intérieure et parc d'artillerie

En 2008, le musée ferme temporairement ses portes afin de permettre la réalisation de rénovations majeures dont le coût est alors évalué à 4,5 millions de dollars. Selon les responsables du musée, les travaux devraient durer dix-huit mois et le musée devrait être rouvert au public en 2010.
Ces travaux ont été effectués afin de rendre l'édifice qui abrite le musée, le fort de l'île Sainte-Hélène vieux de plus de 180 ans, conforme aux normes muséologiques du XXIe siècle. Les travaux ont permis de doter l'édifice d'un ascenseur extérieur, de nouvelles fenêtres et de mettre en place un système de gicleur contre les incendies. Un budget de 500 000 dollars était prévu pour améliorer la présentation de la collection permanente.
Cependant les travaux de rénovations ont été plus longs que prévu et le musée a été fermé pendant deux ans et demi. Les coûts de la rénovation s'élèvent à 7 millions de dollars.
En plus des travaux de rénovation prévus — le remplacement des fenêtres, des portes extérieures, des escaliers et la mise aux normes du réseau électrique et du système d'alarme — le musée s'est doté d'une nouvelle entrée. La rénovation s'est faite en respectant le caractère historique du bâtiment et les nouveaux aménagements intérieurs sont invisibles pour les visiteurs. La rénovation a aussi permis au musée de doubler la surface disponible pour les expositions.
La tour de verre moderne qui sert de nouvelle porte d'entrée au musée a été conçue par les architectes André Lavoie et Éric Gauthier. La tour, haute de quatre étages, comprend un ascenseur, des escaliers et des passerelles d'accès aux salles d'exposition et, à son sommet, les visiteurs peuvent se rendre à un « belvédère pour admirer la métropole, le pont Jacques-Cartier et le fleuve ».
Le côté ambitieux de cette rénovation n'est pas étranger au classement de l'île Sainte-Hélène comme lieu patrimonial par le gouvernement du Québec en 2007,.
Finalement, la réouverture du musée a eu lieu le 29 juin 2011.
Ce musée a fusionné en 2013 avec le Musée McCord. Il ferme définitivement en février 2021 et ses collections remises au Musée McCord Stewart (nouveau nom du Musée McCord depuis le 31 août 2022).

## Collections et exposition

### Collections
Les collections uniques du Musée Stewart comptent plus de 27 000 artefacts se rapportant aux cultures autochtones, françaises, britanniques et américaines.
Elles se composent d'artéfacts, de documents d'archives, d'iconographies et de livres rares relatent l'histoire du Québec, de la découverte du Nouveau Monde à la création du Canada. Ces précieux témoins du passé retracent les grands événements politiques, sociaux et culturels qui ont forgé notre histoire ainsi que la vie quotidienne de nos ancêtres. Le Musée possède également une remarquable collection d'armes et d'objets militaria datant des XVIe – XXe siècles.

### L'exposition permanente «Histoires et Mémoires»
L'exposition permanente du musée « Histoires et Mémoires », ouverte au public depuis juin 2011, permet aux visiteurs de découvrir plus de 500 objets des collections du Musée à travers un parcours historique de cinq siècles débutant par la présence autochtone lors de l'arrivée des européens, suivi de la période française (Nouvelle-France), de la période britannique sans oublier les relations avec le peuple américain,. 

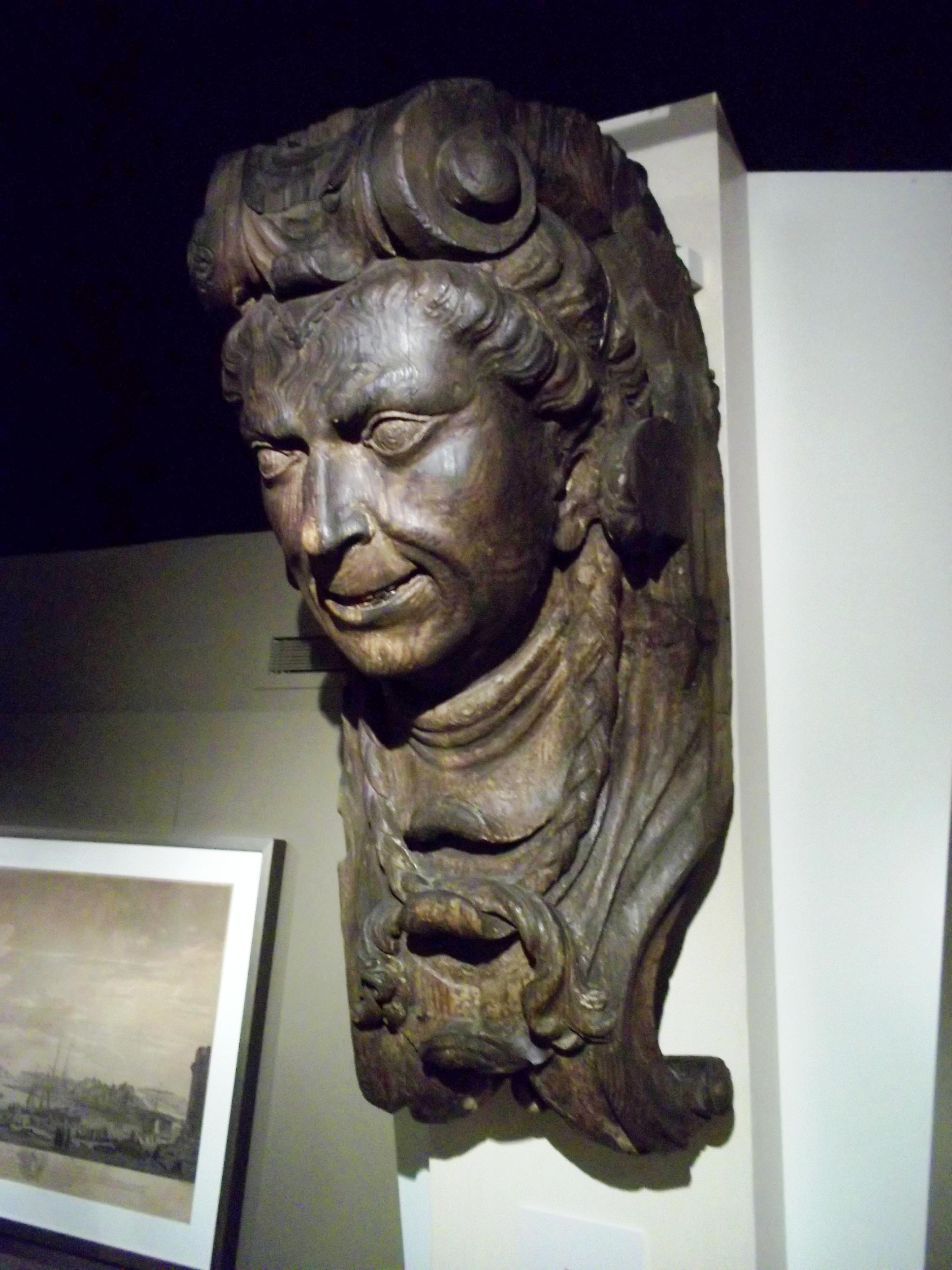
Figure de proue France, XVIIe siècle
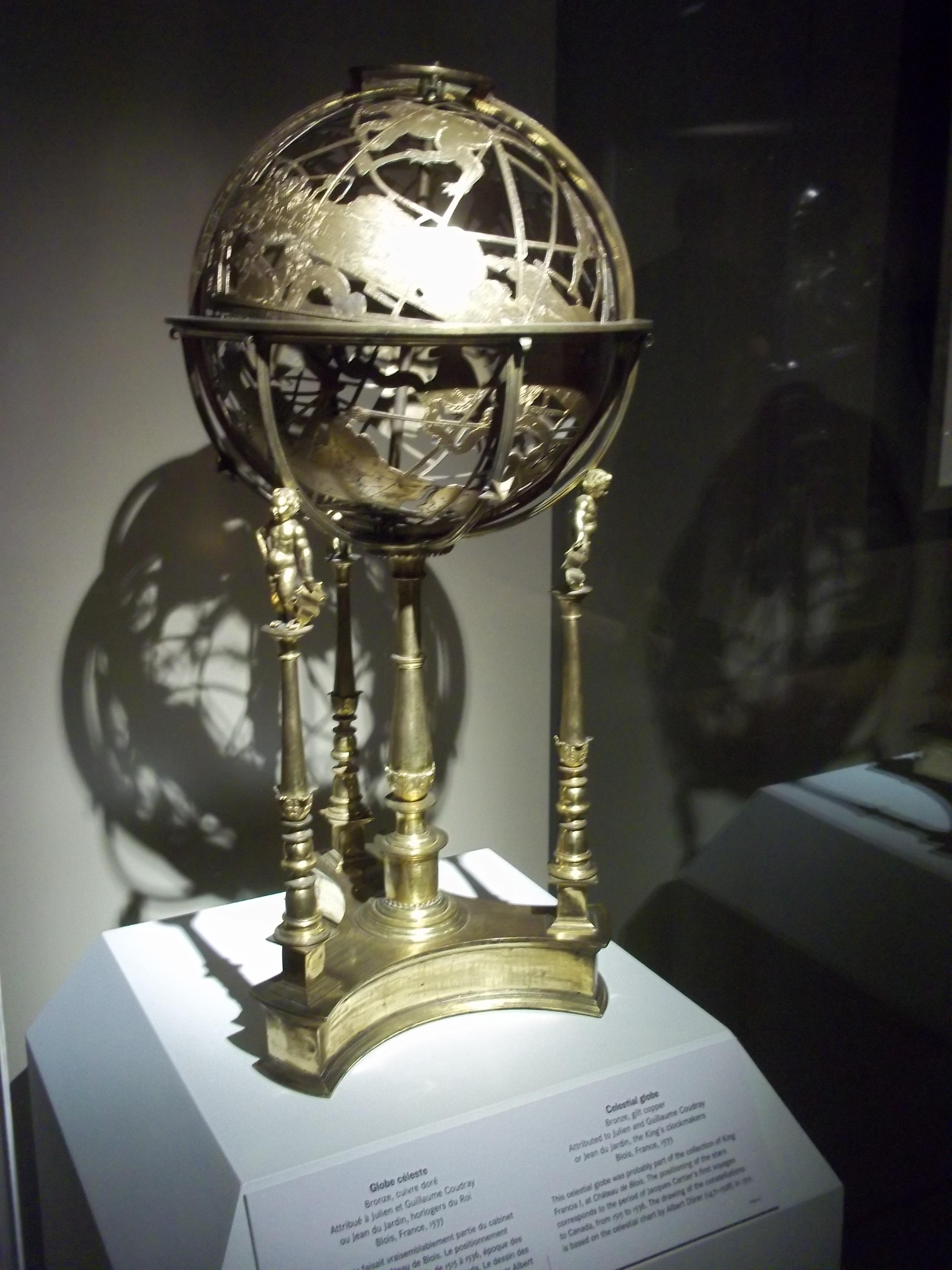
Globe terrestre attribué à Julien et Guillaume Coudray
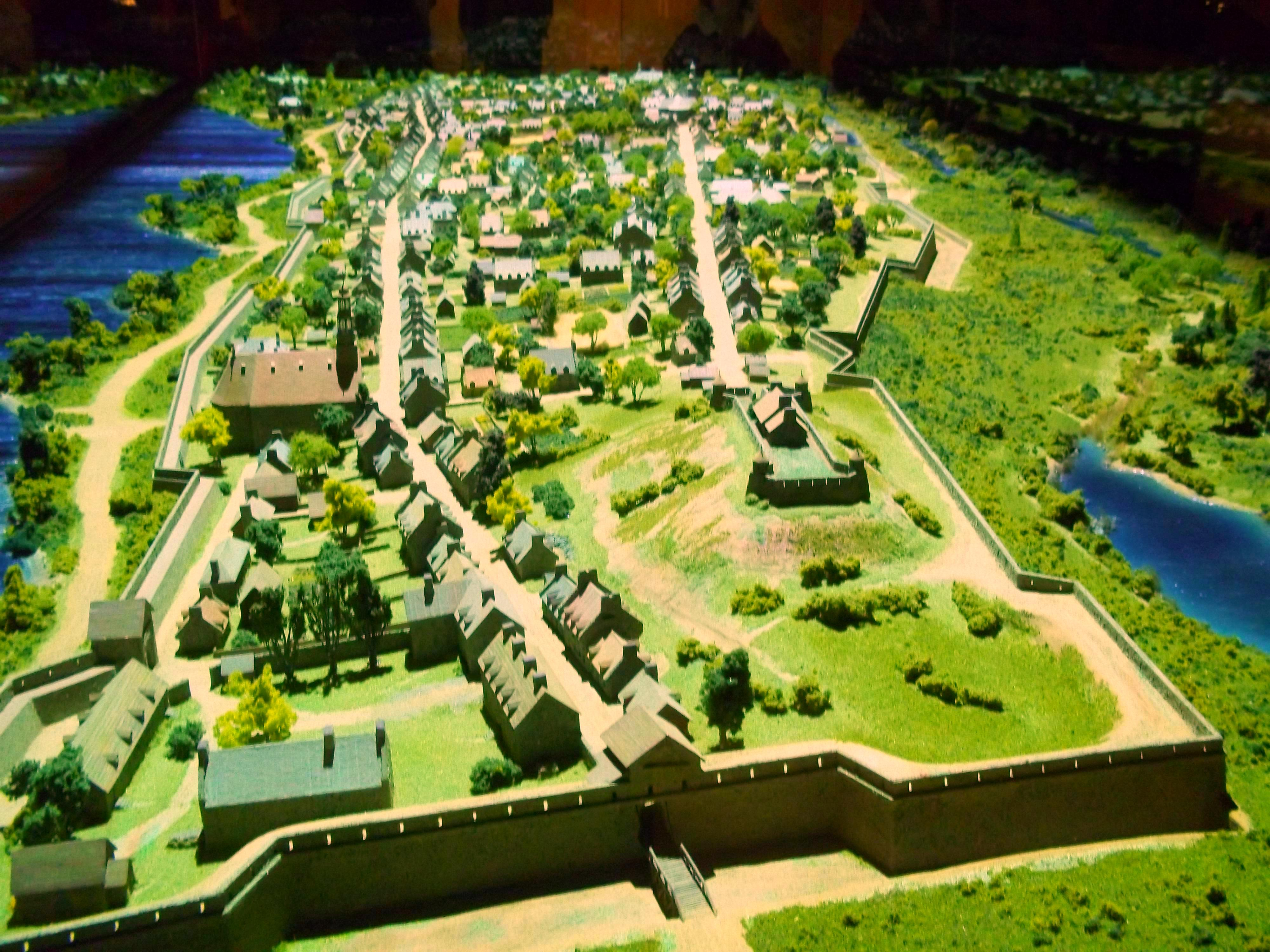
Maquette de Montréal à l'époque des fortifications
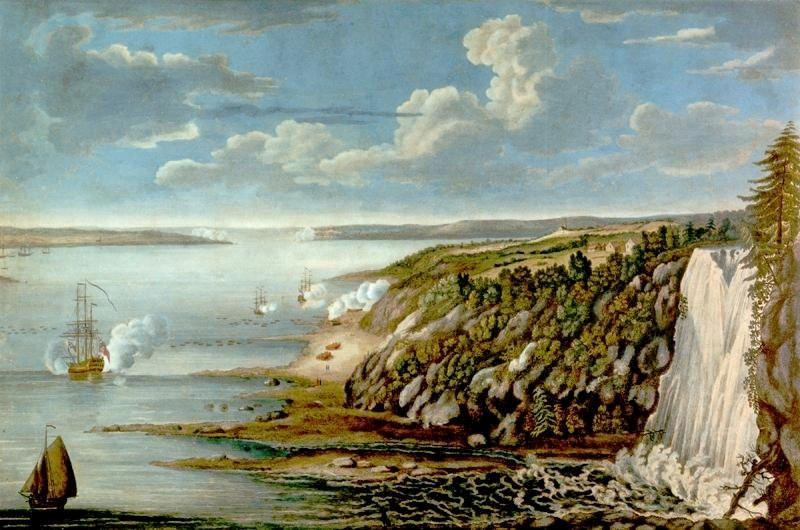
Vue de la Chute ou Saut de Montmorenci par William Elliot

Des techniques muséales modernes ont permis de faire ressortir le caractère historique militaire de l'immeuble, par exemple la présence de rails sur lesquels de lourds chariots pouvaient être déplacés. L'un des éléments clé de l'exposition est la présentation de la maquette de Ville-Marie devenue maintenant interactive. Un audioguide bilingue permet de connaitre l'histoire de Montréal tel que racontée par la maquette.